# Gökçen, Tire
Gökçen là một thị trấn thuộc huyện Tire, tỉnh İzmir, Thổ Nhĩ Kỳ. Dân số thời điểm năm 2010 là 2.514 người.